# Jutta Cordt
Jutta Cordt (* 24. August 1963 in Herne) ist eine deutsche Juristin. Sie war von Anfang 2017 bis Juni 2018 Präsidentin des Bundesamtes für Migration und Flüchtlinge (BAMF).

## Leben
Cordt studierte von 1983 bis 1989 Rechtswissenschaften und hat offenbar erfolgreich die Erste juristische Staatsprüfung abgelegt. Denn für die Folgezeit wird im Zusammenhang mit einem Referendariat über eine Tätigkeit in einer amerikanischen Anwaltskanzlei, wohl im Rahmen der sog. Wahlstation, berichtet. Ab 1993 war sie, zunächst als Trainee für den höheren Dienst, beim damaligen Landesarbeitsamt Nordrhein-Westfalen in Düsseldorf beschäftigt. Sie arbeitete in der Bundesanstalt/Bundesagentur für Arbeit u. a. in Duisburg, Hagen, Ravensburg, Saarbrücken, Chemnitz und Berlin. In den Jahren 2001 und 2002 war sie in der Zentrale der Behörde in Nürnberg Referentin für Personalentwicklung und darauf kurz in der Geschäftsstelle der Hartz-Kommission beim Bundesministerium für Arbeit und Soziales tätig. 2003 wurde sie für drei Jahre operative Geschäftsführerin der Regionaldirektion der Bundesagentur für Arbeit für das Saarland und Rheinland-Pfalz, ehe sie zurück in die Zentrale wechselte. 2009 übernahm sie den Vorsitz der Geschäftsführung in der Regionaldirektion für Sachsen, ab 2014 leitete sie die Regionaldirektion für Berlin und Brandenburg.
Auf Anregung von Frank-Jürgen Weise, der in Doppelfunktion sowohl die Bundesagentur für Arbeit als auch das Bundesamt für Migration und Flüchtlinge leitete, bewarb sie sich auf dessen Nachfolge im BAMF. Zur Einarbeitung wurde sie dort daher im Oktober 2016 als stellvertretende Leiterin eingestellt. Das Bundesinnenministerium gab am 9. Dezember 2016 ihre Bestellung zur Präsidentin des BAMF bekannt, nachdem das Bundeskabinett zugestimmt hatte. Nachdem Frank-Jürgen Weise zum Jahresende 2016 aus dem BAMF ausgeschieden war, übernahm sie am 1. Januar 2017 die Leitung der Behörde.
Am 15. Juni 2018 gab Bundesinnenminister Horst Seehofer bekannt, Cordt aufgrund der sogenannten „BAMF-Affäre“ von ihrem Amt zu entbinden. Am 21. Juni 2018 wurde dies vollzogen. Sie soll als Ministerialdirigentin in das Bundesinnenministerium wechseln. Im November 2020 stellte sich durch Ermittlungen des Landgerichts Bremen heraus, dass die Vorwürfe in Verbindung mit der BAMF-Affäre weitgehend ungerechtfertigt waren.
Cordt ist verheiratet und passionierte Motorradfahrerin. Sie ist parteilos.